# We're New Here
| Críticas profissionais | Críticas profissionais |
| Avaliações da crítica  | Avaliações da crítica  |
| Fonte                  | Avaliação              |
| ---------------------- | ---------------------- |
| Allmusic               | [ 1 ]                  |
| The A.V. Club          | A                      |
| Robert Christgau       | A–                     |
| The Guardian           | [ 4 ]                  |
| Mojo                   | [ 5 ]                  |
| NME                    | [ 6 ]                  |
| Pitchfork Media        | [ 7 ]                  |
| Q                      | [ 8 ]                  |
| Spin                   | [ 9 ]                  |
| Uncut                  | [ 10 ]                 |

We're New Here é um álbum de remixes do cantor estadunidense Gil Scott-Heron em parceria com Jamie xx, o instrumentista da banda britânica The XX. Lançado em 21 de fevereiro de 2011 pelas gravadoras Young Turks e XL Recordings, foi o último álbum de Scott-Heron.

## Faixas musicais
| N.º | Título                       | Duração |  |
| 1.  | "I'm New Here"               | 3:26    |  |
| 2.  | "Home"                       | 3:11    |  |
| 3.  | "I've Been Me (Interlude)"   | 0:27    |  |
| 4.  | "Running"                    | 3:31    |  |
| 5.  | "My Cloud"                   | 4:27    |  |
| 6.  | "Certain Things (Interlude)" | 0:09    |  |
| 7.  | "The Crutch"                 | 3:09    |  |
| 8.  | "Ur Soul and Mine"           | 4:17    |  |
| 9.  | "Parents (Interlude)"        | 0:28    |  |
| 10. | "Piano Player"               | 1:16    |  |
| 11. | "NY Is Killing Me"           | 5:43    |  |
| 12. | "Jazz (Interlude)"           | 0:49    |  |
| 13. | "I'll Take Care of U"        | 4:42    |  |

## Parada musical
| Parada (2011)                   | Pico de posição |
| ------------------------------- | --------------- |
| Belgian Albums Chart (Flanders) | 44              |
| UK Albums Chart                 | 33              |
| UK Indie Albums                 | 4               |